# Marina (Chorwacja)
Marina – wieś w Chorwacji, w żupanii splicko-dalmatyńskiej, siedziba gminy Marina. W 2011 roku liczyła 1117 mieszkańców.
Jest położona nad zatoką Trogirski zaljev.